# Колмаково (Торопецкий район)
Колмаково — деревня в Торопецком районе Тверской области. Относится к Скворцовскому сельскому поселению.

## История
В 1801 году в селе Слободка была построена каменная трёхпрестольная церковь Воскресения Христова. В советское время закрыта, сейчас находится в руинированном состоянии.
На топографической карте Фёдора Шуберта 1861—1901 годов обозначены деревня Калмыкова и погост Слободка (на Слободском озере).
В списке населённых мест Псковской губернии за 1885 год значатся погост Слободка (6 дворов, 18 жителей, православная церковь) и деревня Колмаково (8 дворов, 53 жителя).
На карте РККА 1923—1941 годов обозначены деревни Калмыково (22 двора) и Слободка (9 дворов).
В настоящее время руины церкви и кладбище находятся в 500 метрах к югу от деревни.

## География
Деревня расположена в 17 километрах к юго-западу от города Торопец. В 500 метрах к западу от деревни находится Слободское озеро.
Климат
Деревня, как и весь район, относится к умеренному поясу северного полушария и находится в области переходного климата от океанического к материковому. Лето с температурным режимом +15…+20 °С (днём +20…+25 °С), зима умеренно-морозная −10…−15 °С; при вторжении арктических воздушных масс до −30…−40 °С.
Среднегодовая скорость ветра 3,5—4,2 метра в секунду.

## Население
| 2010 |
| ---- |
| 0    |

Население по переписи 2002 года — 6 человек.
Национальный состав
Согласно результатам переписи 2002 года, в национальной структуре населения русские составляли 100 % от жителей.